# Ukrainian journal of Ecology
«Ukrainian journal of Ecology» є форумом для оригінальних дослідницьких робіт в області експериментальної і польової біології. Сфера наукових інтересів журналу охоплює дослідження по ботаніці, зоології, екології. Особлива увага приділяється дослідженням в області  орнітології,  математичної і популяційної екології, матричної екології і методам дистанційного аналізу в екологічних дослідженнях.

## Індексується в
- Agricola
- Agris
- DOAJ
- Index Copernicus Journals Master List (Journal ID: 7242)
- Ulrich's Periodicals Directory (Title ID: 726022, Dewey Number: 570)
- WorldCat-OCLC 780126853
- CrossRef
- CAB Abstracts
- ProQuest Biological Science Journals
- ProQuest Illustrata: Natural Science
- ProQuest Natural Sciences Journals
- ProQuest SciTech Journals
- EBSCOhost
- Academic Journals Database
- OAIsters Directory
- HINARI
- eLIBRARY.RU;NHS Scotland Feeds Library
- Bielefeld Academic Search Engine (BASE)

## Ресурси Інтернету
- Ukrainian journal of Ecology [Архівовано 26 серпня 2017 у Wayback Machine.]

## Контакти
Поштова адреса:
Ukraine, Melitopol, 72312, Lenin St, 20
1. ↑  The ISSN portal — Paris: ISSN International Centre, 2005. — ISSN 2520-2138
2. 1 2  Directory of Open Access Journals — 2003.
3. ↑  Directory of Open Access Journals — 2003.